# وهرهایم
وهرهایم (به آلمانی: Wehrheim) یک منطقهٔ مسکونی در آلمان است که در هخ‌تاونوسکرایس واقع شده‌است. وهرهایم ۹٬۳۲۸ نفر جمعیت دارد.

## خواهرخوانده
شهرهای پیلیژورژوار و ریو دی پوستریا خواهرخوانده‌های وهرهایم هستند.